# Tikait Nagar
Tikait Nagar é uma cidade e uma nagar panchayat no distrito de Barabanki, no estado indiano de Uttar Pradesh.

## Demografia
Segundo o censo de 2001, Tikait Nagar tinha uma população de 8246 habitantes. Os indivíduos do sexo masculino constituem 53% da população e os do sexo feminino 47%. Tikait Nagar tem uma taxa de literacia de 54%, inferior à média nacional de 59.5%: a literacia no sexo masculino é de 59% e no sexo feminino é de 49%. Em Tikait Nagar, 16% da população está abaixo dos 6 anos de idade.